# Post Merger Integration
Die Post Merger Integration (PMI, wörtlich Integration nach einer Fusion) bzw. fusionsgefolgte Integration ist die Integrationsphase nach einer rechtlichen Zusammenlegung mindestens zweier Unternehmen, bei der Prozesse und Strukturen vereinheitlicht und Geschäftsbereiche auch organisatorisch zusammengelegt werden.

## Hintergründe
Im Rahmen von Mergers & Acquisitions (Fusionen und Übernahmen) hat die Post-Merger-Phase eine hohe Bedeutung für das erfolgreiche Gelingen der Transaktion. Experten (die Definitionsansätze gehen bis in die 60er Jahre zurück) sind sich einig, dass wesentliche Gründe für das Scheitern einiger Unternehmenszusammenlegungen in dieser Phase zu finden sind. Die unterschiedlichen Unternehmenskulturen und die Problematik, diese miteinander harmonisch zu verschmelzen, stellen dabei eine besondere Herausforderung dar. Neben den grundlegenden umzusetzenden Schritten ist jeweils eine individuelle Verfahrensweise wichtig.
Deswegen werden die Risiken und notwendigen Schritte weitestmöglich in der Due-Diligence-Prüfung (sorgfältige Prüfung der Risiken) analysiert und vorgeplant,
Während der Post Merger Integration müssen unter anderem das Rechnungswesen und das Berichtswesen möglichst rasch vereinheitlicht werden. Diese sollen zeitgerecht die gesetzlich vorgeschriebenen Monats-, Quartals- und Jahresabschlüsse sowie einheitliche Finanzkennziffern, auf denen die weitere Entwicklung und Planung basiert, liefern.
Gleiches gilt für die erwarteten Synergie-Effekte, insbesondere im Bereich Beschaffung und Systemintegration.
Bei der Zusammenführung verschiedener ERP-Systeme tauchen Problematiken unterschiedlichster Form auf, die gern auch in einer Due Diligence Prüfung unterschätzt und nicht tief genug betrachtet werden. Dies zieht oft einen unüberschaubaren Kostenblock hinter sich her.
Sofern die Geschäftsmodelle nicht halbwegs identisch sind, ist es sinnvoll, über die Beibehaltung getrennter ERP-Landschaften nachzudenken, die außerhalb der zentralen Systemlandschaft oft genug einfacher zu lösen sind.

## Struktur
Das Integrationsmanagement mit dem Ziel der Verbesserung der Markt- und Wettbewerbsposition umfasst die drei Hauptbereiche Integrationskonzeption, -durchführung und -controlling. Die fünf Kernaufgaben, die in der Konzeption der Post Merger Integration ausgearbeitet werden, sind:
1. Aufsetzen des Integrationsprojektes: Auswahl des Personals und Ausarbeitung des Integrationsplanes
2. Verzahnung der Führungsorganisation: Kompetenzverteilung zwischen Unternehmensleitung und operativen Unternehmenseinheiten sowie organisatorische Gestaltung der nachgelagerten Geschäftseinheiten
3. Besetzung der Führungsmannschaft: Auswahl des Geschäftsleitungspersonals sowie der nachgeordneten Ebenen
4. Ausrichten des Mitarbeiterverhaltens: Schulungsmaßnahmen und Anpassung der betrieblichen Anreizsysteme an die Integrationserfordernisse
5. Verzahnung der operativen Geschäftsaktivitäten: Harmonisierung oder Neugestaltung der internen Prozesse unter Beachtung der beiderseitigen Interessen

In der Literatur zur Post Merger Integration werden die Konzepte teilweise noch deutlich detaillierter differenziert. So präsentiert z. B. Langenstein ein sogenanntes 7-K-Modell mit 12 Leitsätzen.